# Битва при Дорилее (1147)
Битва при Дориле́е — сражение между армией Второго крестового похода во главе с королём Конрадом III и войсками Конийского султана Месуда I в 1147 году, завершившееся поражением крестоносцев.

## Предыстория

Римские дороги.

Захват Эдессы Имадеддином Занги в 1144 году вызвал обеспокоенность в Европе, поскольку поставил под угрозу существование других государств крестоносцев. Был организован второй крестовый поход. Немецкий король Конрад III и французский король Людовик VII прибыли в Константинополь со своими войсками. При известии о начале крестового похода византийский император Мануил I Комнин и султан Рума Месуд I прекратили конфликтовать и заключили мир. Оба опасались крестоносцев. Месуд сообщил о готовящемся походе всем мусульманским правителям и запросил от них помощь. Также он укрепил свои города. Перейдя Босфор, Конрад устроил ставку в Никее и не обратил внимания на предупреждение Мануила об опасности прохода по сельджукским территориям, потому что был уверен в своих силах. В Никее Конрад разделил крестоносцев на два отряда. Единокровный брат короля, Оттон Фрейзингский, отправился с паломниками по маршруту вдоль побережья, тогда как Конрад с армией отправился по пути, которым шёл первый крестовый поход. Разделение должно было позволить армии двигаться быстрее. Она двинулась на восток от Никеи в направлении Коньи кратчайшим путём по старой римской дороге 15 октября; кроме Конрада, войсками руководил византийский полководец Стефанос. В первую неделю они двигались по византийским территориям, но когда добрались до сельджукских, византийские проводники сообщили Конраду, что самый короткий путь займёт несколько дней и что необходимо запастись на это время провизией. Крестоносцы нагрузили обоз продовольствием. Однако когда через указанное время войско так и не добралось до нужного места, проводники скрылись. Не обнаружив их поутру, Конрад созвал совещание. Мнения разделились. Часть командиров считала, что лучше идти вперёд, но часть призывала повернуть назад. Наконец, было принято решение двигаться дальше. Однако у крестоносцев не было никакого плана действий; кроме того, на окрестных холмах они стали замечать сельджукских воинов.
Армии Конрада не хватило припасов. По словам Одона Дейльского, встречавшегося с выжившими в этом походе крестоносцами, армии хватило продовольствия только на восемь дней. Пополнить запасы было негде, поскольку путь шёл по бесплодной местности. Согласно «Анналам Вюрцбурга», крестоносцы шли через пустыню, лишённую воды, в «Анналах Палиденсес» утверждалось, что крестоносцы проходили лишь мимо пастушеских палаток и стада овец, после чего попали в бесплодное, пустое место. При этом конные отряды туркменов постоянно преследовали армию крестоносцев. Пешие воины не были способны противостоять молниеносным набегам конных лучников.

## Битва
26 октября 1147 года армия Конрада дошла до реки Батис в окрестности Дорилея. Всадники спешились, чтобы дать отдых лошадям, а пешие готовились отдыхать. По словам Бар-Эбрея, из-за жажды в пути погибли тысячи крестоносцев и лошадей, а дошедшие изнемогали от жажды. Сельджуки следили за крестоносцами и использовали удобный момент, когда те бросились к воде, передовые силы сельджукской армии внезапно атаковали крестоносцев.
Гийом Тирский утверждал, что Месуд не участвовал в битве, послав эмира по имени Парамус. Иоанн Киннам писал, что на крестоносцев напал лишь авангард сельджуков под командованием некоего Мамплана. С. Врионис называл этого туркменского военачальника Мамплане, Пампланес, Балабан, Капланес. Однако в «Анонимной сирийской хронике» написано, что Месуд лично победил крестоносцев.

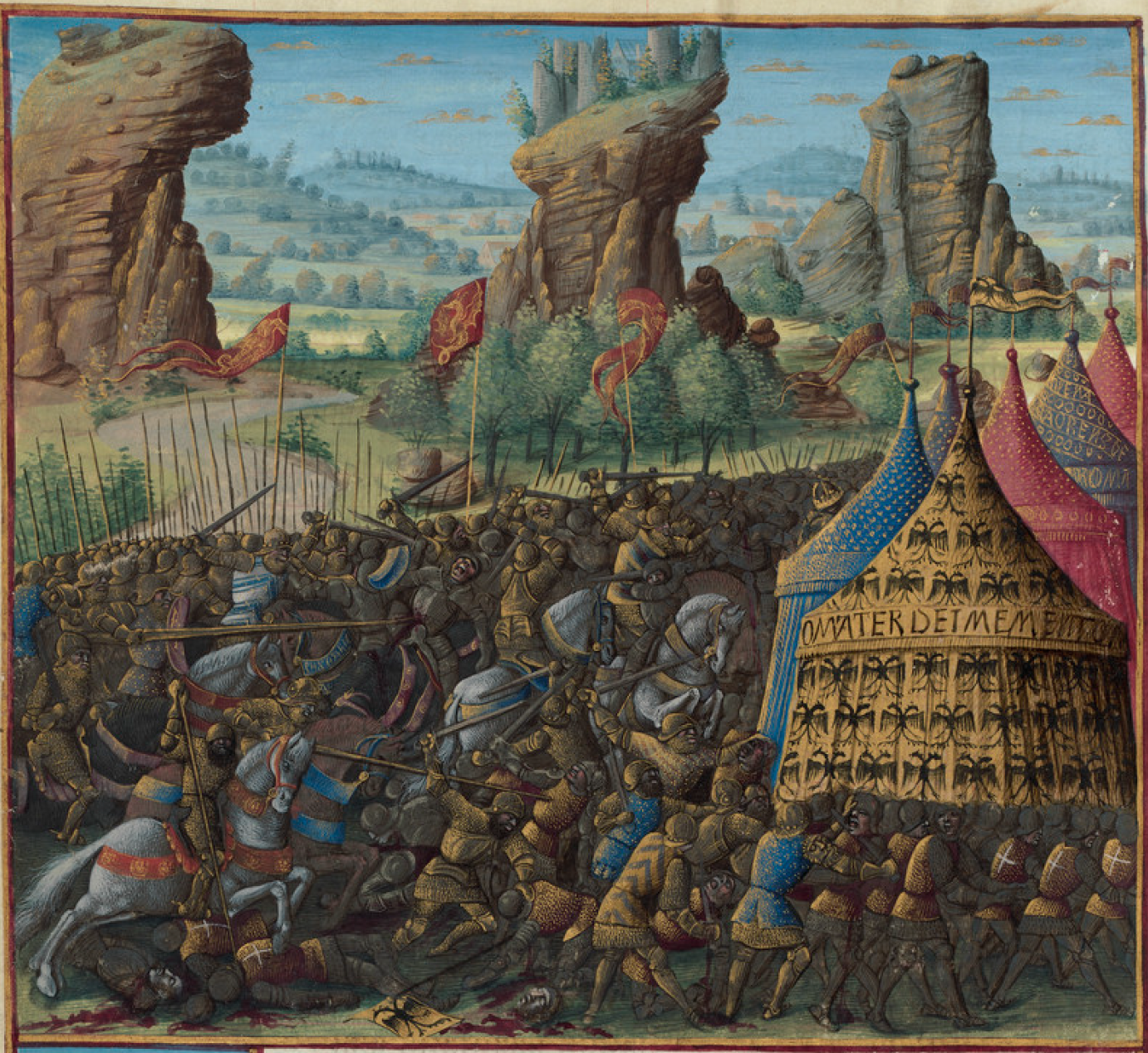
Битва Конрада с сельджуками, Миниатюра Жана Коломба из книги Себастьена Мамро «Походы французов в Утремер» (1474)

Сельджукские воины массировано осыпали крестоносцев стрелами. Легковооружённые всадники Месуда на быстрых лошадях с криками атаковали крестоносцев, которые не могли понять, что происходит. Хотя они были в броне и хорошо вооружены, крестоносцы не могли оказать сопротивление, несмотря на свою многочисленность. Сельджуки избегали рукопашной схватки, потому что их было меньше. Сначала крестоносцы пытались дать отпор противнику, но сельджуки стреляли из луков, не приближаясь. Таким образом они убили большое число крестоносцев, и оставшиеся в живых начали их бояться, предпочитая держаться на расстоянии. Воины Месуда поражали лошадей и тяжеловооружённые рыцари падали на землю, где их добивали, поскольку они были неповоротливы. Когда сельджукские всадники в очередной раз осыпали рыцарей стрелами и умчались, крестоносцы попробовали преследовать их, но попали в засаду. Когда крестоносцы атаковали с одной стороны лагеря, туркмены немедленно нападали с других направлений.

## Итоги
Конрад потерпел тяжёлое поражение. Одон Дейльский писал: «Я не могу описать потери в этом путешествии». Гийом Тирский — «едва ли одна десятая часть выжила», С. Рансимен придерживался такого же мнения. По словам историка крестовых походов Дж. Филлипса, из 113 отправившихся в поход вместе с Конрадом знатных лиц 22 умерли, 42 вернулись. Осталась неизвестна судьба 49. Упомянутые в хрониках участники в основном принадлежали к рыцарскому сословию. Они имели лучшее вооружение и были лучше снабжены, чем простые участники похода. И Одон Дейльский, и Конрад сообщали, что наибольшие потери произошли среди пехотинцев, так что процент выживших среди них был ниже. Турецкий историк М. Кешик утверждал, что из 70 000 рыцарей и большого числа пеших воинов не осталось и десятой части. Многие либо погибли от голода, либо от стрел, некоторые попали в плен. Конрад потерял своего коня, подаренного ему императором, и с трудом спас свою жизнь. Он бежал в Никею с остатками армии. На обратном пути сельджуки постоянно нападали на крестоносцев, которые ослабели от голода. Гийом Тирский отмечал, что лошади тюрок были быстры в сравнении с недокормленными лошадьми крестоносцев. Сам Конрад был ранен.

## Причины поражения крестоносцев
Среди причин поражения источники и историки называют:
- Недостаточные запасы продовольствия[11];
- Тактику туркменов, которые не вступают в прямое сражение, а быстрыми набегами налетают с разных сторон, осыпают противника стрелами и скрываются в горах[12];
- Предательство византийцев, которые заключили с сельджуками договор[13], уговорили взять меньше припасов и повели крестоносцев по опасному маршруту[14];
- Отсутствие отдыха, потому что Конрад торопился[15];
- Отсутствие дисциплины у армии[16].

В дополнение, одной из причин огромных потерь стало то, что на обратном пути слабых и истощенных бросали, торопясь спастись.

## Последствия
Добыча сельджуков была огромна. Золото, серебро, лошади и оружие были проданы на восточных рынках. Стоимость серебра в Мелитене упала до уровня стоимости свинца. С оставшимися солдатами Конрад III встретил французского короля Людовика VII. В Эфесе Конрад III заболел и был оставлен в арьергарде. Узнав, что случилось с немцами в Дорилее, Людовик VII действовал более осторожно и понёс меньшие потери, чем немцы, наступая через территорию Византии, а не через территорию Сельджуков. Этой победой Месуд отомстил за поражение своего отца Кылыч-Арслана у Дорилея 1 июля 1097 года.

## Комментарии
1. ↑  «Султан Иконии не участвовал в этом великом приключении. Поскольку это было позволено Богом, знатный и могущественный турецкий сатрап по имени Парамус, командовавший войсками султана, совершил этот почти неожиданный подвиг»'"`UNIQ--ref-00000015-QINU`"'.
2. ↑  «До Мелангий и города Дорилеи не встретилось с алеманами ничего неприятного. Однако когда они находились здесь, перс, по имени Мамплан, решился с небольшим войском напасть на передовые их отряды с намерением попробовать их силу и изучить образ их битвы»'"`UNIQ--ref-00000018-QINU`"'.
3. ↑  «Пришёл принц Масуд со своим войском, нашёл их в пустыне измученными голодом и жаждой, напал и разгромил»'"`UNIQ--ref-0000001D-QINU`"'.